# Seznam operačních systémů
Operační systém je počítačový program, který umožňuje správu počítače, řízení hardwaru a běh jiných programů. Jedná se o základní programové vybavení téměř každého moderního počítače, které je aktivní prakticky po celou dobu běhu stroje. Následující seznam obsahuje běžnější operační systémy včetně těch používaných v mobilních telefonech a jiných zařízeních, která většinou neoznačujeme jako počítače. 

## Používanost počítačových operačních systémů podle statistik připojení k internetu
| OS            | 2012    | 2013    | 2014    | 2015    | 2016    | 2017    | 2018    | 2019    | 2020    | 2021    | 2022    | 2023    | 2024    | Únor 2025 |
| ------------- | ------- | ------- | ------- | ------- | ------- | ------- | ------- | ------- | ------- | ------- | ------- | ------- | ------- | --------- |
| Windows XP    | 16,83 % | 24,84 % | 17,68 % | 11,8 %  | 7,69 %  | 4,77 %  | 2,89 %  | 1,65 %  | 0,94 %  | 0,61 %  | 0,43 %  | 0,39 %  | 0,38 %  | 0,29%     |
| Windows Vista | 4,24 %  | 6,45 %  | 3,84 %  | 2,45 %  | 1,64 %  | 0,92 %  | 0,62 %  | 0,47 %  | 0,42 %  | 0,25 %  | –       | –       | –       | –         |
| Windows 7     | 51,94 % | 61,26 % | 61,83 % | 60,46 % | 50,74 % | 45,27 % | 39,05 % | 31,42 % | 20 %    | 15,24 % | 11,49 % | 4,04 %  | 2,86 %  | 2,3 %     |
| Windows 8     | 3,88 %  | 6,74 %  | 7,99 %  | 4,2 %   | 3,74 %  | 2,56 %  | 2,22 %  | 2 %     | 1,14 %  | 1,07 %  | 0,84 %  | 0,4 %   | 0,24 %  | 0,22 %    |
| Windows 8.1   | 6,04 %  | 0,33 %  | 8,32 %  | 16,92 % | 11,39 % | 9,34 %  | 7,69 %  | 5,72 %  | 4,44 %  | 3,44 %  | 2,82 %  | 0,99 %  | 0,54 %  | 0,3 %     |
| Windows 10    | –       | –       | –       | 3,96 %  | 24,85 % | 37,05 % | 47,46 % | 58,69 % | 73,03 % | 79,36 % | 73,11 % | 70,96 % | 65,42 % | 58,7 %    |
| Windows 11    | –       | –       | –       | –       | –       | –       | –       | –       | –       | –       | 11,11 % | 23,11 % | 30,49 % | 38,13 %   |
| chromeOS      | –       | –       | –       | –       | 0,2 %   | 0,2 %   | 1,3 %   | 0,3 %   | 0,4 %   | 0,6 %   | 0,6 %   | 1,47 %  | –       | –         |
| macOS         | 6,57 %  | 6,07 %  | 5,81 %  | 5,52 %  | 5,09 %  | 5,24 %  | 5,78 %  | 6,54 %  | 6,78 %  | 9,8 %   | 5,98 %  | 8 %     | 5,61 %  | 5,65 %    |
| Linux         | –       | –       | –       | –       | –       | 0,94 %  | 0,76 %  | 0,75 %  | 0,8 %   | 0,81 %  | 0,94 %  | 1,01 %  | 1,37 %  | 1,38 %    |

Tabulka vznikla na základě globálních statistických dat společnosti StatCounter 

## Používanost mobilních operačních systémů
| OS               | 2009    | 2010    | 2011    | 2012    | 2013    | 2014    | 2024    |
| ---------------- | ------- | ------- | ------- | ------- | ------- | ------- | ------- |
| iOS              | 39,02 % | 42,17 % | 52,4 %  | 61,05 % | 57,01 % | 47,73 % | 27,81 % |
| Java ME          | 34 %    | 34,02 % | 21,46 % | 11,61 % | 8,3 %   | 3,79 %  | –       |
| Symbian          | 16,84 % | 10,82 % | 6,58 %  | 2,32 %  | 2,76 %  | 3,01 %  | –       |
| Windows Mobile   | 4,85 %  | 2,11 %  | 0,42 %  | 0,09 %  | 0,06 %  | 0,01 %  | –       |
| Android          | 2,59 %  | 7,35 %  | 15,31 % | 21,58 % | 27,79 % | 41,85 % | 71,56 % |
| BlackBerry       | 1,78 %  | 3,19 %  | 3,28 %  | 1,96 %  | 2,11 %  | 1,23 %  | –       |
| Windows Phone    | –       | –       | 0,22 %  | 0,63 %  | 1,02 %  | 1,72 %  | 0,02 %  |
| Kindle           | –       | –       | –       | 0,45 %  | 0,77 %  | 0,55 %  | –       |
| KaiOS            | –       | –       | –       | –       | –       | –       | 0,09 %  |
| Linux for mobile | –       | –       | –       | –       | –       | –       | 0,01 %  |
| Ostatní          | 0,93 %  | 0,35 %  | 0,33 %  | 0,31 %  | 0,17 %  | 0,11 %  | 0,16 %  |

Data za rok 2024 v tabulce vznikly na základě globálních statistických dat společnosti StatCounter

## První operační systémy
- - Multics – je inovativním předchůdcem dnešních operačních systémů, které používají multitasking. Je to předchůdce Unixu. První verze vyšla v roce 1969.
  - Sinclair BASIC, ZXVGS, Sinclair QDOS, 68K/OS – jsou operační systémy pro počítače Sinclair.
  - RISC OS – je počítačový operační systém, který byl původně navržený společností Acorn Computers Ltd v anglickém Cambridge. Vydání v roce 1987 pro spuštění na čipové sadě ARM, kterou Acorn současně navrhl pro svou novou řadu osobních počítačů Archimedes. Nyní vydávaný jako open source.

## Proprietární operační systémy

### Atari
- - Atari TOS – je operační systém řady Atari ST počítačů. Tato 16/32bitová řada zahrnovala mnoho modelů. První verze vydání v roce 1985.

### Apple
- Macintosh
  - macOS – operační systém pro notebooky společnosti Apple. Nástupce operačního systému macOS X. Vznikl spojením mikrojádra Mach 3 a systému FreeBSD v hybridní systém Darwin (dále viz NeXTSTEP) s „Classic“, Mac OS 9.2, pro starší programy.
- iPhone – mobilní telefony společnosti Apple.
  - iOS – operační systém pro mobilní telefony společnosti Apple.
- iPad – tablety společnosti Apple.
  - iPadOS – operační systém pro tablety společnosti Apple.
- Apple Watch – hodinky společnosti Apple.
  - watchOS – operační systém pro chytré hodinky společnosti Apple.
- Apple TV – digitální mediální přijímač společnosti Apple.
  - tvOS – operační systém pro digitální mediální přijímač společnosti Apple.
- Apple Vision Pro – headset pro virtuální realitu od společnosti Apple.
  - visionOS – operační systém pro headset pro virtuální společnosti Apple.
    - Historické verze
      - System 1 (1984); System 2 (1985); System 3 (1986–1988); System 4 (1987); System 5 (1987)
      - System 6 – bylo šesté vydání operačního systému Mac OS pro počítače Macintosh od společnosti Apple. Byl distribuován v letech 1988–1991
      - System 7 – bylo sedmé vydání operačního systému Mac OS pro počítače Macintosh od společnosti Apple. Byl distribuován v letech 1991–1997
      - Apple Copland – byl koncept operačního systému pro počítače Macintosh společnosti Apple. Byl ohlášen v březnu 1994, nikdy nebyl k dispozici veřejnosti
      - Mac OS 8 – bylo osmé vydání operačního systému Mac OS pro počítače Macintosh od společnosti Apple. Byl distribuován v letech 1997–1999 
        - (HFS+) – byl souborový systém vyvinutý společností Apple Computer (1998) - součást vydání Mac OS 8

      - Mac OS 9 (APIs, Carbon) – bylo deváté poslení vydání operačního systému řady Mac OS Classic pro počítače Macintosh od společnosti Apple. Byl distribuován v letech 1999–2001. Poté byl nahrazen Mac OS X verzemi.

### Be Incorporated
- - BeOS – je již nepodporovaný operační systém pro osobní počítače, který byl vyvinut společností Be Incoporated. Byl koncipován pro osobní počítače společnosti BeBox, který byl uveden na trh v roce 1995. BeOS byl navržen pro multitasking, multithreading s grafickým uživatelským rozhraním. Jeho poslední verze byla vydána jako freeware (1995–2000).

### Commodore International a AROS
- - AmigaOS – již nepodporovaný operační systém pro osobní počítače Amiga původně vyvíjený společností Commodore International.
  - AROS Research Operating System – je velmi jednoduchý, výkonný a flexibilní desktopový operační systém pro AmigaOS na úrovni API - open source od AROS.
  - GEOS – je operační systém na bázi DOSu (Disk Operating System) s grafickým rozhraním založeným na oknech, který byl původně vyvinut pro velmi populární 8bitové počítače Commodore C64. V roce 2022 byla vydána neoficiální verze i pro počítače Atari.

### Digital Research
- - CP/M – již nepodporovaný operační systém pro mikropočítače s osmibitovými mikroprocesory Intel 8080/85 vytvořený společností Digital Research v roce 1974.
  - DOS – rodina velmi jednoduchých textových operačních systémů s textovým uživatelským rozhraním. Původně od vycházel z CP/M od Digital Research později vyvíjen Microsoftem.
  - DR DOS – již nepodporovaný operační systém DOS od společnosti Digital Research.

### Gec Computer
- - OS4000 – je již nepodporovaný proprietární operační systém představený společností GEC Computers Limited v roce 1977 jako nástupce GEC DOS pro řadu 16bitových a později 32bitových minipočítačů řady GEC 4000 (1977–1993).

### Google
- ChromiumOS – je bezplatná a open-source linuxová distribuce určená pro spouštění webových aplikací a procházení webových stránek.
  - ChromeOS – je operační systém vyvinutý a navržený společností Google. Je odvozen z operačního systému ChromiumOS s otevřeným zdrojovým kódem a jako hlavní uživatelské rozhraní používá webový prohlížeč Google Chrome.
  - Android (operační systém) – je operační systém založený na upravené verzi linuxového jádra a dalšího open-source softwaru, určený především pro mobilní zařízení s dotykovou obrazovkou, jako jsou chytré telefony a tablety. Android Runtime je název virtuálního stroje na kterém je spuštěno běhové prostředí aplikace používané operačním systémem Android.
  - Fuchsia (operační systém) – je operační open source open source vyvinutý společností Google. Na rozdíl od operačních systémů Google založených na Linuxu, jako je ChromeOS a Android, je Fuchsia založena na vlastním jádře s názvem Zircon.
  - Wear OS – dříve Android Wear, je uzavřená distribuce operačního systému Android určená pro chytré hodinky.

### Hewlett Packard
- - HP-UX – je proprietární implementace operačního systému Unix vyvinutá společností Hewlett Packard Enterprise. Aktuální verze podporují servery HPE Integrity Server, založené na architektuře Intel Itanium. Je založen na Unix System V.
  - Tru64 – je nepodporovaný 64bitový operační systém UNIX pro architekturu instrukční sady Alpha (ISA), který byl vlastněný společností Hewlett-Packard.

### Huawei
- - HarmonyOS –  je distribuovaný operační systém vyvinutý společností pro chytré telefony Huawei, tablety, chytré televizory, chytré hodinky, osobní počítače a další chytrá zařízení.
  - HarmonyOS NEXT –  je proprietární distribuovaný operační systém HarmonyOS, vyvinutý společností pro produkty Huawei s podporou pouze vlastních aplikací HarmonyOS. Operační systém je primárně zaměřen na vývojáře softwaru a hardwaru, kteří vyvíjejí přímo pro Huawei. Neobsahuje jádro AOSP systému Android a není kompatibilní se systémy Android.

### IBM
- - AIX –  je název proprietárního UNIXového operačního systému společnosti IBM.
  - OS/2 –  je proprietární počítačový operační systém pro osobní počítače. založené na x86 a PowerPC vyvíjený společností IBM a Microsoft v letech 1987–2001.
  - OS/360 –  je již nepodporovaný operační systém pro dávkové zpracování od společnosti IBM pro tehdejší sálové počítače IBM System/360, který byl vyvíjen mezi lety 1964–1972.
  - DOS/360 – je již nepodporovaná první verze sekvence operačních systémů pro počítače IBM System/360, IBM System/370 a novější sálové počítače (1964–1966).
  - VSE – (Virtual Storage Extended) je operační systém pro sálové počítače IBM. Je nejnovější z řady softwaru DOS/360, který vznikl v roce 1965. Je méně běžný než software z/OS a většinou se používá na menších strojích (1965-2022).
  - z/VM – je aktuální verze z rodiny operačních systémů virtuálních strojů IBM VM. Vývoj mezi lety 2000–2024.
  - MVS – (Multiple Virtual Storage) je nejběžněji používaný operační systém na sálových počítačích IBM System/370 , IBM System/390 a IBM Z. IBM vyvinulo MVS spolu s OS/VS1 a SVS jako nástupce systému OS/360.
  - TPF – (Transaction Processing Facility) je operační systém pracující v reálném čase pro sálové počítače pocházející z rodiny IBM System/360 , včetně zSeries a System z9. První vydání vyšlo v roce 1979.
  - OS/390 – je již nepodporovaný operační systém pro sálové počítače IBM System/390 (1995–2004).
  - z/OS – je poslední z rodiny VM operačních systémů společnosti IBM pro virtuální stroje. První verze byla vydána v roce 2000.

### KaiOS
- - KaiOS –  je operační open source systém pro mobilní telefony s klávesnicí na základě linuxové distribuce Firefox OS.

### Lynx Software Technologies
- - LynxOS –  Lynx RTOS je operační systém v reálném čase podobný Unixu od společnosti Lynx Software Technologies. Nabízí plnou shodu s POSIX a v poslední době také kompatibilitu s Linuxem. LynxOS je většinou používán v real-time vestavěných systémech, v aplikacích pro avioniku, letectví, armádu, řízení průmyslových procesů a telekomunikací.

### Microsoft Corporation
- - Xenix –  byl to původně operační systém pro mikropočítače vyvíjený Microsoftem na konci sedmdesátých let dvacátého století.
  - MS-DOS – je již nepodporovaný operační systém pro osobní počítače založené na x86 většinou vyvinutý společností Microsoft.
  - OS/2 – je již nepodporovaný proprietární počítačový operační systém pro osobní počítače založené na x86 a PowerPC. Vyvíjeno s počátku s IBM mezi lety 1987–2001W.
- Windows
  - Windows 1.0, 1.01, 1.0.2, 1.0.3, 1.0.4
  - Windows 2.0, 2.0.3/286 a 2.0.3/386, 2.1/286 a 2.1/386, 2.11/286 a 2.11/386
  - Windows 3.0, 3.0 with ME, 3.1, 3.11, 3.2 a 4, Windows for Workgroups 3.1 a 3.11
  - Windows 95, 95 SP1, 95A OSR1, 95B OSR2, 95B OSR2.1 a 95C OSR2.5
  - Windows 98, 98 SE a 98 SP1
  - Windows Me
- Windows NT
  - Windows NT 3.1, 3.5, 3.51 a 4.0
  - Windows 2000 Professional (též Windows NT 5.0)
  - Windows XP Home, Professional a Media Center (též Windows NT 5.1)
  - Windows Vista Starter, Home Basic, Home Premium, Business, Ultimate, Enterprise
  - Windows 7 Starter, Home Basic, Home Premium, Professional, Ultimate, Enterprise
  - Windows 8, Windows 8 Pro, Windows RT a Windows 8 Enterprise
  - Windows 10
  - Windows 11
- Windows Server
  - Windows NT 3.5, 3.51 a 4.0
  - Windows Server 2000, Advanced Server a Datacenter Server
  - Windows Server 2003 Standard, Enterprise, Datacenter a Web
  - Windows Server 2008 Standard, Enterprise, Datacenter, Web a Itanium
  - Windows Server 2008 R2 Foundation, Standard, Enterprise, Datacenter, Web, HPC Server a Itanium
  - Windows Server 2012 Foundation, Essentials, Standard a Datacenter
  - Windows Server 2016
  - Windows Server 2019
  - Windows Server 2022
  - Windows Server 2025
- Windows CE
  - Windows CE – je již nepodporovaný operační systém vyvinutý společností Microsoft pro mobilní a PDA zařízení
  - Windows Mobile – je již nepodporovaný mobilní operační systém vyvinutý společností Microsoft pro chytré telefony a osobní digitální asistenty (PDA).
  - Windows Phone – je již nepodporovaný mobilní operační systém vyvinutý společností Microsoft pro chytré telefony a osobní digitální asistenty (PDA) jako nástupce software Windows Mobile a Zune
- Azure Linux
  - Azure Linux – dříve známý jako CBL-Mariner je bezplatná a open source distribuce Linuxu, kterou vyvinul Microsoft. Jedná se o základní kontejner OS pro cloudové služby Microsoft Azure.

### Oracle Corporation
- - Solaris (operační systém) – je proprietární unixový operační systém nabízený společností Oracle pro pracovní stanice a servery založené na SPARC a x86-64.
    -       - OpenSolaris – je nepodporovaný open-source počítačový operační systém pro systémy založené na SPARC a x86, vytvořený společností Sun Microsystems a založený na Solarisu. Jeho vývoj začal v polovině roku 2000 a skončil v roce 2010.

### Samsung
- - Tizen – je operační systém založený na Linuxu primárně vyvinutý společností Samsung Electronics. Je používán převážně v televizorech a nositelných zařízení.
  - One UI – je uživatelské rozhraní (UI) vyvinuté společností Samsung Electronics pro její chytrá zařízení (telefony, tablety, hodinky), včetně zařízení Android minimálně z konce roku 2016 nebo začátku roku 2017 se systémem Android 9 (Pie).

### Xinuos
- - UnixWare – je již nepodporovaný operační systém Unix. Původně jej vydala společnost Univel, potom Novell, než byl prodán UnXis (nyní Xinuos ). Binární distribuce UnixWare jsou dostupné pro počítače s architekturou x86. UnixWare je primárně nabízen jako serverový operační systém.
  - OpenServer – dříve SCO UNIX a SCO Open Desktop ( SCO ODT ), je již nepodporovaný počítačový operační systém na linuxové bázi FreeBSD s uzavřeným zdrojovým kódem vyvinutý společností Santa Cruz Operation (SCO), SCO Group a nyní vlastněný společností Xinuos.

### VMS Software
- - OpenVMS – již nepodporovaný software pro více uživatelů s podporou virtuální paměti pro serverové platformy x86, Itanium and Alpha systems (1978–2024).

## Otevřené operační systémy podobné Unixu

### Linux a BSD systémy
- Linux Foundation – nadace vyvíjející Linux
  - Linux (svobodný software)
    - s jádrem Linux – základní verze vyvíjená Linusem Torvaldsem, Linux Foundation a dalšími
    - s jádrem Linux-libre – zcela svobodná verze Linuxu, modifikace Linuxu, přísně vzato patří pod Free Software Foundation a Projekt GNU

- BSD – je Berkeley Software Distribution (zkráceně BSD) původní variantou unixového operačního systému , vyvinutého na Kalifornské univerzitě v Berkeley.
  - NetBSD – fork BSD/OS (modulární monolitické jádro) – je bezplatný a open source operační systém podobný Unixu založený na Berkeley Software Distribution (BSD).
  - OpenBSD – fork NetBSD je bezplatný software zaměřený na bezpečnost. Tento operační systém podobný Unixu byl založený na Berkeley Software Distribution (BSD). Vývojář Theo de Raadt vytvořil OpenBSD v roce 1995 rozvětvením NetBSD 1.0.
  - FreeBSD – odvozen od BSD/OS (modulární monolitické jádro) – je svobodný software podobný unixu pocházející z verze Berkeley Software Distribution (BSD). Byl vydán v roce 1993 a vyvinutý z platformy 386BSD.
  - DragonFly BSD – fork FreeBSD 4.8 (hybridní jádro) – je bezplatný a open-source operační systém podobný Unixu, který vychází z verze FreeBSD 4.8. Vyvinul ho Matthew Dillon mezi lety 1994 až 2003.
  - TrueOS – dříve PC-BSD, je unixový operační systém s ukončeným vývojem. Je orientovaný ne na serverové platformy, postavený na nejnovějších verzích FreeBSD-CURRENT.
  - Orbis OS – fork FreeBSD (uzavřený vývoj – použit v PlayStation 4 a 5)

### Ostatní Unixu podobné
- Unix
- Plan 9 from Bell Labs (hybridní jádro) – je distribuovaný operační systém vyvíjený společností Bell Labs.
- licence MIT
  - operační systém Redox – svobodné mikrojádro vyvíjené zejména v programovacím jazyce Rust, pro efektivitu a paměťovou bezpečnost, má prvky systémů seL4, Minix 3 a Plan 9
  - systém Fuchsia – operační systém od firmy Google, založen na mikrojádře "Zircon"
  - systém Haiku – svobodné hybridní jádro, pokračovatel systému BeOS
- MINIX – minimalistický operační systém unixového typu, původně napsaný pro vzdělávací účely Andrewem Tanenbaumem; některé jeho prvky převzal i Linus Torvalds, když na počítači s Minixem vyvíjel první verze svého Linuxu
  - MINIX 3 – mikrojádro druhé generace profesora Andrewa S. Tanenbauma, pod svobodnou licencí (BSD). Je z větší části kompatibilní s programy pro NetBSD[3]
- L4 – mikrojádra druhé generace napsaná informatikem jménem Jochen Liedtke a jeho studenty, a z něho odvozené. Použití zejména pro vestavěná zařízení.
- seL4 – mikrojádro třetí generace. Použití zejména pro bezpečnost, vestavěné systémy, drony a jiné. Viz též Raspberry Pi 3 a Raspberry Pi 4 (64bitové).
  - KataOS/Sparrow (operační systém) – na seL4 založený systém firmy Google. Má přinést bezpečný operační systém napsaný v bezpečném programovacím jazyce Rust, vystavěný okolo verifikovaného jádra seL4.
- Free Software Foundation – nadace vyvíjející GNU Hurd a další software
  - GNU Hurd (svobodný software)
    - s jádrem GNU Mach (mikrojádro)

- Inferno (operační systém) – je distribuovaný operační systém vyvinutý v Bell Labs a nyní spravovaný společností Vita Nuova Holdings jako svobodný software pod licencí MIT.
- Amoeba (operační systém) – je distribuovaný operační systém, který vyvinul Andrew S. Tanenbaum se svými spolupracovníky na univerzitě Vrije Universiteit Amsterdam.

### Linuxové distribuce
- GNU/Linux
  - Arch Linux
    - SteamOS – herní platforma odvozená od Archu

  - BlackArch – Linux určený pro penetrační testy
  - CentOS
  - Debian
    - antiX
    - Elive – pro starší procesory Intel
    - Devuan – založený na debianu bez systemd
    - Q4OS – založený na debianu
    - MX Linux – založený na debianu používající antiX komponenty
    - Parrot OS – založený na debianu určený pro vývojáře
    - Tails
    - Tiny Core Linux – minimalistický linuxový systém založený na Debianu
    - Kanotix – německý linuxový systém založený na Debianu Fedora

  - Garuda Linux – linuxová distribuce určená pro použití PC jako domácího kina
  - Gentoo Linux
  - Joli OS
  - Knoppix
    - Damn Small Linux

  - LinHES – linuxová distribuce určená pro herní platformy
  - Mandriva Linux
    - OpenMandriva Lx
    - PCLinuxOS
    - Mageia

  - Pardus
  - Puppy Linux
  - Red Hat
    - AlmaLinux – linuxový systém založený na Red Hatu
    - Rocky Linux – linuxový systém založený na Red Hatu
    - Scientific Linux – linuxový systém vyvíjený CERNEM a Fermilabem

  - Sabayon Linux
  - Slax
  - Slackware
    - Porteus
    - NimbleX – minimalistická verze založená na Slackware
    - Parted Magic – linuxový systém založený na Slackware
    - Zenwalk – minimalistická verze založená na Slackware

  - SUSE Linux
    - SUSE Linux Enterprise Server – serverová verze

  - Ubuntu
    - Edubuntu
    - Xubuntu
    - Kubuntu
    - Lubuntu
    - Ubuntu MATE
      - Bodhi Linux
      - Trisquel GNU/Linux
      - Zorin OS

  - Vine Linux – linuxový systém s japonským prostředím
- OpenSolaris
  - BeleniX
  - Nexenta OS

## Ostatní software
- CP/M – je 64bitový operační systém pro sálové počítače IBM z/Architecture představený IBM v říjnu 2000. [ 2 ] Pochází z OS/390 a je nástupcem , kterému zase předcházel řetězec verzí MVS
- MorphOS – MorphOS je operační systém podobný AmigaOS navržený pro počítače založené na Power a PowerPC. Jádro založené na mikrojádru Quark.
- AROS – je bezplatná multimediální implementace aplikačního programovacího rozhraní (API) AmigaOS 3.1 , které je navrženo tak, aby bylo přenosné a flexibilní. Od roku 2021 je k dispozici i pro osobní počítače (PC) založené na x86 a PowerPC.
- QNX – je komerční operační systém podobný Unixu, zaměřený především na trh integrovaných systémů.
- SkyOS – je nedokončeným komerčním operačním systémem původně vyvíjeným pro platformu x86 a určeným především pro domácí a kancelářské použití.
- ZeX/OS – je minimalistický operační systém napsaný v C a jazyku symbolických adres. Zakládá na opensource principech a je distribuován pod GNU/GPL licencí verze 3.
- TempleOS – je odlehčený operační systém (OS) s biblickou tematikou naprogramovaný v jazycích HolyC a x86 Assembly.
- SerenityOS – je bezplatný desktopový operační systém s otevřeným zdrojovým kódem. Má preemptivní jádro, v současné době podporuje počítače založené na architekturách x86-64, ARM a RISC-V.
- DexOS – je svobodný a otevřený 32bitový operační systém pro 32bitové počítače architektury x86. Je určen pro herní konzole.

### speciální systémy
- PikeOS – je komerční operační systém pracující v reálném čase (RTOS), který má hypervizor, který podporuje více typů logických oddílů pro různé operační systémy. Používá se převážně pro vestavěné (embedded) systémy.
- FreeRTOS – je open-source operační systém pracující v reálném čase (RTOS) používaný pro vestavěné (embedded) systémy. Je distribuován pod licencí MIT.
- RTX – je operační systém pracující v reálném čase (RTOS) od společnosti IntervalZero. Jsou to softwarová rozšíření, která převádějí operační systém Microsoft Windows na systém RTOS.
- KolibriOS – je open-source operační systém pro počítače x86, kompletně napsaný v assembleru FASM. Podporuje procesory i586 nebo novější.
- MenuetOS – je operační systém pracujícím v reálném čase (RTOS), napsaný v assemblerovém jazyce FASM. Používá se na 64bitových a 32bitových počítačích s architekturou x86.

## DOS
- DOS
  - QDOS – 86-DOS – PC DOS
  - PTS-DOS
  - X-DOS
  - MS-DOS
  - DR-DOS – Novell DOS – Caldera Open DOS
  - Enhanced-DR-DOS
  - FreeDOS

## Operační systémy pro mobilní zařízení a PDA
- Android – operační systém pro mobilní zařízení (telefony, laptopy) vyvíjený společností Google
- Rasdroid – operační systém vyvinutý pro počítače Raspberry Pi. Je založen na Androidu.
- BlackBerry OS – již nepodporovaný operační systém vyvíjený kanadskou společností BlackBerry Limited pro jejich komunikátory. Umožňuje neustálou synchronizaci dat
- EPOC – rodina operačních systémů původně vyvíjený společností Psion. Používal se převážně pro zařízení PDA Psion
- /e/ (operační systém) – také známý jako /e/ OS je mobilní operační systém založený na Androidu. Je prezentován jako bezpečnostní software který neobsahuje aplikace ani služby od Googlu a vyzývá uživatele k "nalezení jakýchkoliv částí systému nebo výchozích aplikací, které pořád posílají data Googlu.
- Firefox OS – nepodporovaný operační systém založený na Linuxu vyvíjený společností Mozilla. Určený pro chytré telefony a Raspberry Pi
  - KaiOS – operační systém pro mobilní telefony založený na jádře linuxu a vycházející z Firefox OS
- HarmonyOS – operační systém vyvíjený čínskou společností HiSilicon
- Linux – Linux pro kapesní počítače a mobily (Maemo, Opie, Ubuntu mobile, Bada, Ubuntu Phone, MeeGo ...)
- iOS – operační systém pro mobilní telefony společnosti Apple
  - iPadOS – operační systém pro tablety společnosti Apple
  - watchOS – operační systém pro chytré hodinky Apple Watch
  - tvOS – operační systém pro digitální mediální přijímač Apple TV
- PalmOS – již nepodporovaný operační systém s grafickým rozhraním pro zařízení Pilo* Windows Mobile – zaniklý operační systém společnosti Microsoft určený pro chytré telefony a Pt, Palm, Sony Clié, Handspring …
- Symbian OS – zaniklý operační systém určený hlavně pro mobilní telefony značky Nokia
  - Series 60
  - Series 80
  - UIQ Series v1, v2, v3 (pro dotykové LCD, především SonyEricsson)
  - Symbian^3
- Ubuntu Touch – známý též jako Ubuntu Phone je mobilní platforma postavená na linuxové distribuci Ubuntu.
- Tizen – operační systém pro mobilní zařízení a Internet věci od Samsungu a Intelu
- webOS – nástupce operačního systému PalmOS pro novější zařízení Palm

DA
- Windows Phone – nástupce operačního systému Windows Mobile. Operační systém byl původně vyvíjen společností Microsoft pro chytré telefony a tablety

## Operační systémy pro síťové prvky
- Cisco IOS – operační systém používaných ve směrovačích (router) a přepínačích (switch) společnosti Cisco Systems
- Jun OS – operační systém používaných ve směrovačích (router) a přepínačích (switch) společnosti Juniper Networks